# Ctenochares madagascariensis
Ctenochares madagascariensis là một loài tò vò trong họ Ichneumonidae.